# همه روح‌های گمشده (آلبوم)
همهٔ روح‌های گمشده دومین آلبوم استودیویی جیمز بلانت، خواننده ترانه‌نویس انگلیسی است که در تاریخ ۱۷ سپتامبر ۲۰۰۷ منتشر شد. این آلبوم، دنبالهٔ آلبوم بسیار موفق بازگشت به بدلام است. اولین تک آهنگ منتشر شده از این آلبوم «۱۹۷۳» بود که پخش رادیویی آن از ۲۳ ژوئیه ۲۰۰۷ آغاز شد.
چندین ترانه در این آلبوم در طول تورهای سال ۲۰۰۶ بلانت اجرا شد، از جمله «۱۹۷۳»، «من واقعاً می‌خوامت»، «آنی» و «نمی‌توانم موسیقی را بشنوم». گروه تور او متشکل از پل برد (کیبورد و آواز)، بن کستل (گیتار و آواز)، مالکوم مور (گیتار باس و آواز) و کارل برزیل (درامز و پرکاشن) بود. تام روتراک که تهیه‌کنندهٔ این آلبوم بود، تهیه‌کنندگی آلبوم بازگشت به بدلام را هم عهده‌دار بود. بلانت ترانهٔ «همان اشتباه» از این آلبوم را در سال ۲۰۰۷ در لایو ایرث لندن اجرا کرد. این آلبوم بازخوردهای متفاوتی دریافت کرد، اما در بیش از ۲۰ کشور جهان به رتبهٔ یک جدول‌های موسیقی رسید.
اولین تک‌آهنگ منتشر شده از این آلبوم «۱۹۷۳» بود که با پخش مکرر از ایستگاه‌های رادیویی و فروش رضایت‌بخش به یک موفقیت بزرگ تبدیل شد، اما عملکردش در ایالات متحده پایین‌تر از انتظار بود و تا رتبهٔ ۷۳ جدول ۱۰۰ تک‌آهنگ داغ بیلبورد صعود کرد. «۱۹۷۳» در بریتانیا علی‌رغم قرار گرفتن در جایگاه نخست جدول ایرپلی، تا ردهٔ چهارم جدول تک‌آهنگ‌های بریتانیا صعود کرد. دومین تک‌آهنگ این آلبوم «همان اشتباه» بود که در جدول‌های فروش ایالات متحده جایی نداشت و در سایر کشورها موفقیت‌های متفاوتی داشت، با این حال در بسیاری از کشورهای آمریکای جنوبی یک اثر موفق و پرفروش بود.

## بازخوردها
| بررسی جمعی       | بررسی جمعی |
| منبع             | رتبه‌بندی   |
| ---------------- | ---------- |
| متاکریتیک        | 53/100     |
| بررسی انتقادی    |            |
| منبع             | رتبه‌بندی   |
| آل‌میوزیک         | [ ۷ ]      |
| دیجیتال اسپای    | [ ۸ ]      |
| انترتینمنت ویکلی | B+         |
| گاردین           | [ ۱۰ ]     |
| رولینگ استون     | [ ۱۱ ]     |
| دات‌دش            | [ ۱۲ ]     |
| بیلبورد (مجله)   | Positive   |
| کیو (مجله)       | [ ۱۴ ]     |
| آبزرور           | [ ۱۵ ]     |
| ان‌ام‌ئی           | 4/10       |

## عملکرد
همهٔ روح‌های گمشده در استرالیا و آلمان با فروش بیش از ۷۰٬۰۰۰ و ۲۰۰٬۰۰۰ نسخه گواهی پلاتین دریافت کرد. این آلبوم در زمان انتشارش در آرژانتین، استرالیا، کانادا، استونی، فرانسه، آلمان، یونان، ایرلند، ایتالیا و انگلیس پُرفروش‌ترین آلبوم روز شد.

## لیست آهنگ‌ها
1. «۱۹۷۳» (جیمز بلانت / مارک باتسون) - ۴:۴۰
2. «یکی از درخشان‌ترین ستاره‌ها» (جیمز بلانت / استیو مک ایوان) - ۳:۱۱
3. «همه چیز را می‌گیرم» (بلانت / اگ وایت) - ۳:۰۵
4. «همان اشتباه» (بلانت) - ۴:۵۸
5. «تو را به خانه می‌برم» (بلانت / مکس مارتین) - ۳:۵۶
6. «به من عشق ببخش» (بلانت) - ۳:۳۶
7. «من واقعاً تو را می‌خواهم» (بلانت) - ۳:۳۰
8. «درخشش» (بلانت) - ۴:۲۶
9. «آنی» (بلانت / جیمی هوگارت) - ۳:۲۵
10. «نمی‌توانم موسیقی را بشنوم» (بلانت) - ۳:۴۵